# Halieutopsis tumifrons
Halieutopsis tumifrons is een  straalvinnige vissensoort uit de familie van vleermuisvissen (Ogcocephalidae). De wetenschappelijke naam van de soort is voor het eerst geldig gepubliceerd in 1899 door Garman.
De soort staat op de Rode Lijst van de IUCN als Onzeker, beoordelingsjaar 2022.